# Geir Ole Steinslett
Geir Ole Steinslett (* 28. April 1980) ist ein früherer norwegischer Biathlet und heutiger Biathlontrainer.
Geir Ole Steinslett nahm 1999 in Pokljuka erstmals an Juniorenweltmeisterschaften teil und wurde Siebter im Einzel und gewann mit Stian Eckhoff, Jon Kristian Svaland und Syver Berg-Domaas die Silbermedaille hinter der schwedischen Staffel. Im Jahr darauf gewann er in Hochfilzen im Einzel hinter Fabian Mund und Andreas Birnbacher die Bronzemedaille, wurde Neunter im Einzel und Fünfter der Verfolgung. Im Staffelrennen gewann er mit Kent Roger Guttormsen, Sveinung Strand und John Ola Ulset hinter Deutschland und Russland die Bronzemedaille. 2001 rückte er in den Weltcup-Kader Norwegens auf. Sein erstes Rennen bestritt Steinslett bei einem Einzel in Pokljuka, das er als 57. beendete. Dabei erreichte er in seinem ersten Rennen sofoer das Verfolgungsrennen, in der er jedoch als überrundeter Läufer ausschied. Kurz darauf gewann er in Osrblie als 28. zum ersten und einzigen Mal Weltcuppunkte. In Kontiolahti nahm Steinslett bei den Biathlon-Europameisterschaften 2002 zum ersten und einzigen Mal an einem Großereignis im Herrenbereich teil. Im Einzel belegte er den 26. Platz, mit der Staffel wurde er an der Seite von Jon Kristian Svaland, Hans Prösch und Hans Martin Gjedrem Achter. Nach der Saison beendete Steinslett seine Karriere.
Nach seiner aktiven Karriere wurde Steinslett Trainer und betreute unter anderem Kari Henneseid Eie und wurde später Co-Trainer der Frauen-Nationalmannschaft unter dem Trainer Audun Svardal, von 2008 bis 2010 unter Knut Tore Berland und seitdem unter Egil Gjelland. Steinslett ist dabei für das Schießtraining zuständig. 2014 wechselte er mit Gjelland zur Männer-Nationalmannschaft. 2016 wurde er als Schießtrainer von Siegfried Mazet ersetzt.

## Biathlon-Weltcup-Platzierungen
Die Tabelle zeigt alle Platzierungen (je nach Austragungsjahr einschließlich Olympische Spiele und Weltmeisterschaften).
- 1.–3. Platz: Anzahl der Podiumsplatzierungen
- Top 10: Anzahl der Platzierungen unter den ersten zehn (einschließlich Podium)
- Punkteränge: Anzahl der Platzierungen innerhalb der Punkteränge (einschließlich Podium und Top 10)
- Starts: Anzahl gelaufener Rennen in der jeweiligen Disziplin

| Platzierung                      | Einzel | Sprint | Verfolgung | Massenstart | Staffel | Gesamt |
| -------------------------------- | ------ | ------ | ---------- | ----------- | ------- | ------ |
| 1. Platz                         |        |        |            |             |         |        |
| 2. Platz                         |        |        |            |             |         |        |
| 3. Platz                         |        |        |            |             |         |        |
| Top 10                           |        |        |            |             |         |        |
| Punkteränge                      | 1      |        |            |             |         | 1      |
| Starts                           | 2      | 1      | 1          |             |         | 4      |
| Stand: nach der Saison 2009/2010 |        |        |            |             |         |        |